# Michel Lebrun (écrivain)
Pour les articles homonymes, voir Michel Lebrun et Lebrun.
Michel Lebrun (de son vrai nom Michel Cade), né le 2 avril 1930 à Paris et mort le 20 juin 1996 à Paris, est un critique littéraire spécialiste du roman policier, scénariste, traducteur et auteur de romans policiers français.

## Biographie
Né en 1930, de son vrai nom Michel Cade, il fait divers petits métiers. Il est ainsi garçon de café lorsque l'auteur, traducteur et critique Maurice-Bernard Endrèbe l'incite à envoyer un manuscrit aux Presses de la Cité. Il remporte en 1956 le Grand prix de littérature policière avec Pleins feux sur Sylvie,. 
Devenu romancier prolifique, il aborde tous les genres, de l'énigme (Plus mort que vif) au roman noir (Un revolver c'est comme un portefeuille) en passant par le suspense « à la française » (En attendant l'été). On lui doit également des romans plus expérimentaux qui lui valent d'être nommé Commandeur Exquis de l’ordre de la Grande Gidouille, et que Jacques Baudou qualifie d'unanimistes : Le Géant et L'Auvergnat en sont de bons exemples. Parmi ses œuvres les plus connues figurent L'Auvergnat, publié en 1956, où son héros erre dans les quartiers de Paris, et En attendant l'été publié en 1986, exploitant le contexte des sectes,.
C'est pourtant son œuvre critique et théorique qui lui confère une place prééminente dans la littérature policière d'expression française, notamment sa série L'Almanach du Crime, recension annuelle des publications du genre qui dura de 1980 à 1988. Par ailleurs, plusieurs de ses romans sont portés à l'écran, et il apporte sa contribution à de nombreux scénarios. Son érudition lui vaut le surnom de « pape du polar ». En 1973, il participe aux travaux de l'Ouvroir de littérature policière potentielle, avec François Le Lionnais. De 1979 à 1996, il est membre du comité de rédaction puis rédacteur en chef de Polar.

## Pseudonymes
Michel Lebrun est probablement le plus connu de ses pseudonymes, mais il utilisa aussi les noms de plume suivants : Michel Lenoir, Michel Lecler, Olivier King, Laurence Nelson, Pierre Anduze, Lou Blanc, Glop

## Prix et récompenses
- Grand prix de littérature policière en 1956 pour Pleins feux sur Sylvie[4].
- Trophée 813 de la meilleure nouvelle 1981 pour Mon œil, (Polar n° 19)
- Trophée 813 du meilleur essai 1986, Prix Maurice-Renault, pour L'année du polar 1987 : Tous les romans policiers publiés dans l'année, Ramsay, 1986
- Grand prix Paul-Féval de littérature populaire 1987[5]
- Trophée 813 de la Meilleure traduction 1996 : ZigZag Movie (Get Shorty, 1990), Elmore Leonard (Rivages « Rivages/Thriller », 1992) et Pronto (Pronto, 1993), Elmore Leonard (Rivages « Rivages/Thriller », 1996)[6]

## Œuvre

### Romans

#### Sous le nom de Michel Lenoir
- Caveau de Famille, Ciel du Nord, coll. Le Roman Suspense no 2, 1954 ; rééditions sous le nom de Michel Lebrun : Paris, Presses de la Cité, Un mystère (3e série) no 2, 1969 et Paris, J'ai lu Policier no 2033, 1986
- Retour incertain, Nouvelles Presses Mondiales, coll. Contre-Espionnage no 1, 1954
- Traquée par l'Amour, Le Fétiche, 1954
- Brigade spéciale, Nice, La Corne d'Or, coll. Trafic no 2, 1955
- Reproduction interdite, Nice, La Corne d'Or, coll. Trafic no 5 1955 ; rééditions sous le nom de Michel Lebrun : Paris, Presses de la Cité, Un mystère no 350, 1957 ; Paris, Presses de la Cité, Presses Pocket no 863, 1971 ; Monaco, Éditions du Rocher, Les Maîtres de la Littérature Policière, 1986
- Visages à vendre, Nice, La Corne d'Or, coll. Trafic no 12, 1955 ; réédition La Royère, 1985

#### Sous le nom de Michel Lecler
- Plutonium 239, Nice, La Corne d'Or, coll. Espionnage no 31, 1954
- Mission en Enfer, Éditions du Simplon, coll. Héros Anonymes no 1, 1954
- Le Messager de Shangaï, Éditions du Simplon, coll. Héros Anonymes no 2, 1954
- Virus B-29, Éditions de l'Arabesque, coll. Héros anonymes no 4, 1954
- Terreur à Tunis, Nouvelles Presses Mondiales, coll. Contre-Espionnage no 2, 1954
- Opération Christmas, Nice, La Corne d'Or, coll. Espionnage no 32, 1955
- Trois Mille Suspects, Paris, Ferenczi, coll. Le Verrou no 114, 1955
- Document X, Nice, La Corne d'Or, coll. Espionnage no 38, 1955 ; réédition Paris, Le Dinosaure, coll. Espionnage, 1965
- Compromissions, Nice, La Corne d'Or, coll. Espionnage no 40, 1955
- Crime à tout Acheteur, Éditions de la Seine, coll. Services secrets, 1955 ; réédition Éditions Champ de Mars, coll. Moulin noir no 9, 1959
- Équipe de Choc, Éditions de l'Arabesque, coll. Héros anonymes no 7, 1955
- Gallan l'Implacable, Éditions de l'Arabesque, coll. Héros anonymes no 9, 1955
- Shocking Madame !, Éditions de l'Arabesque, coll. Éclectique no 1, 1955
- Course à la Mort, Nice, La Corne d'Or, coll. Espionnage no 51, 1956

#### Sous le nom de Michel Lebrun
- Alias un Tel, Paris, Presses de la Cité, Un mystère no 262, 1956
- Pleins Feux sur Sylvie, Paris, Presses de la Cité, Un mystère no 281, 1956 ; réédition Paris, Presses de la Cité, Presses Pocket no 659, 1969 ; réédition Genève, Édito-Service S. A., coll. « Les chefs-d'œuvre du roman policier », préface et bibliographie de Juliette Raabe, illustrations Marie-Christine Autin, 1973; réédition Paris, J'ai lu Policier no 1599, 1984
- Expérience Midway, Paris, Presses de la Cité, Un mystère no 294, 1956
- Faux Numéros, Paris, Presses de la Cité, Un mystère no 307, 1956
- Un Silence de Mort, Paris, Presses de la Cité, Un mystère no 317, 1957 ; réédition Génève, Éditions Slatkine, coll. Morts subites, 1981
- Prenez Garde aux Flots bleus, Paris, Presses de la Cité, Un mystère no 322, 1957
- Candidat au Suicide, Paris, Presses de la Cité, Un mystère no 330, 1957
- Catch à quatre, Paris, Presses de la Cité, Un mystère no 347, 1957
- L'Hypothèque exclue, Paris, Presses de la Cité, Un mystère no 372, 1957
- Malin et demi, Paris, Presses de la Cité, Un mystère no 374, 1957
- Véronal, Paris, Presses de la Cité, Un mystère no 383, 1958
- La Veuve, Paris, Presses de la Cité, Un mystère no 401, 1958 (devenu La Corde raide au cinéma)
- La Caravane passe, Paris, Presses de la Cité, Un mystère no 427, 1958
- Un Soleil de Plomb, Paris, Presses de la Cité, Un mystère no 452, 1958 ; réédition ; réédition Monaco, Éditions du Rocher, Les Maîtres de la Littérature Policière, 1987
- Permission de Détente, Paris, Presses de la Cité, Un mystère no 464, 1959
- Pousse au Crime, Paris, Presses de la Cité, Un mystère no 467, 1959
- La Tête du Client, Paris, Presses de la Cité, Un mystère no 475, 1959 ; réédition Éd. Walter Beckers, Le Panthéon du Crime, 1973 ; réédition Paris, Librairie des Champs-Élysées, Club des Masques no 534, 1984
- La Mort dans ses Bagages, Paris, Presses de la Cité, Un mystère no 489, 1959
- Les Cartes truquées, Paris, Presses de la Cité, Un mystère no 500, 1959
- A l'Américaine, Paris, Presses de la Cité, Un mystère no 508, 1959
- Portrait-Robot, Paris, Presses de la Cité, Un mystère no 516, 1960
- Dans un Jeu de Quilles, Paris, Presses de la Cité, Un mystère no 532, 1960
- Quelqu'un derrière la Porte, Paris, Presses de la Cité, Un mystère no 542, 1960 ; réédition Paris, Presses de la Cité, Un mystère (2e série) no 47, 1967
- De quoi vous mêlez-vous ?, Paris, Presses de la Cité, Un mystère no 564, 1961
- Dans mon joli Pavillon, Paris, Presses de la Cité, Un mystère no 580, 1961
- Le Rescapé, Paris, Presses de la Cité, Un mystère no 595, 1961
- Forfait au Mariage, Paris, Presses de la Cité, Un mystère no 604, 1962
- La Proie du Feu, Paris, Presses de la Cité, Un mystère no 613, 1962
- Noirs Dessins, Paris, Presses de la Cité, Un mystère no 653, 1963 ; réédition Paris, Presses de la Cité, Presses Pocket no 943, 1972
- Attention au Barracuda, Paris, Presses de la Cité, Un mystère no 666, 1963
- Au Tapis, Paris, Presses de la Cité, Un mystère no 679, 1963
- La Peau du Serpent, Paris, Presses de la Cité, Un mystère no 701, 1964
- Adieu les Idoles, Paris, Presses de la Cité, Un mystère no 729, 1965
- Plus mort que vif, Paris, Presses de la Cité, Un mystère no 739, 1965 ; réédition Paris, Librairie des Champs-Élysées, Le Masque, no 1759 (Les Maîtres du Roman Policier), 1984
- Le Délégué du Syndicat, Paris, Presses de la Cité, Un mystère no 744, 1965
- L'Auvergnat, Paris, Presses de la Cité, Un mystère (2e série) no 1, 1966 ; réédition Paris, J'ai lu Policier no 1460, 1983
- Adieu, les Espions !, Paris, Presses de la Cité, Un mystère (2e série) no 59, 1967
- Hollywood Confidentiel, Paris, Presses de la Cité, Un mystère (3e série) no 49, 1970 ; réédition Paris, J'ai lu Policier no 2305, 1987
- Le grand Voyageur, Paris, Presses de la Cité, Un mystère (3e série) no 59, 1970
- Crime à tout Acheteur, Paris, Presses de la Cité, Un mystère (3e série) no 106, 1970
- Le Voyageur passe la Ligne, Paris, Presses de la Cité, Un mystère (3e série) no 115, 1970
- Un Revolver, c'est comme un Portefeuille, Paris, Presses de la Cité, Un mystère (3e série) no 123, 1971 ; réédition Paris, Librairie des Champs-Élysées, Le Masque no 1970 (Les Maîtres du Roman Policier), 1989
- Les Ogres, Paris, Presses de la Cité, Un mystère (3e série) no 145, 1971 ; réédition Paris, Librairie des Champs-Élysées, Le Masque no 1993 (Les Maîtres du Roman Policier), 1990
- Comme des Fous, Paris, Presses de la Cité, coll. Suspense, 1972
- Le Crime parfait, Paris, Julliard, 1973
- Sex-Voto, Paris, Presses de la Cité, 1975
- Autoroute, Lattès, 1977; réédition Le Livre de Poche Policiers no 5176, 1978 ; réédition Rivages/Noir no 165, 1993
- En attendant l'Été, Éditions PAC Red Label no 20, 1979 ; réédition Paris, J'ai lu Policier no 1848, 1985
- Le Géant, Lattès, 1979 ; réédition Rivages/Noir no 245, 1996 ; réédition French Pulp éditions, 2016
- La Monnaie de la Pièce, Engrenage no 17, Éditions Jean Goujon, 1980
- L'O.P.A. de 4 Sous, Engrenage no 29, Éditions Jean Goujon, 1980
- Loubard et Pécuchet, Engrenage no 54, Fleuve Noir, 1982 ; réédition Paris, Gallimard, Série noire no 2415, 1996
- L'Envoûteur est dans l'Escalier, Engrenage no 113, Fleuve Noir, 1984
- Les Rendez-vous de Cannes, Lattès, 1986
- Souvenirs de Florence, Paris, J'ai lu, coll. Flamme, 1987
- Rue de la Soif, Éditions Seghers, 1991
- L'Égarement, Éditions Baleine, Tourisme & Polar, 1998

#### Sous le nom de Pierre Anduze
- Tue-moi Chéri !,	Paris, Presses de la Cité, Un mystère (3e série) no 130, 1971

### Nouvelles

#### Sous le nom de Michel Lebrun
- Roulette russe, Opta, Mystère Magazine no 102, 1956
- Sinistre Mélodie, Opta, Mystère Magazine no 142, 1959
- Amour déçu, Opta, Mystère Magazine no 233, 1967
- Le Procès verbal Opta, Mystère Magazine no 300, 1973
- La meilleure Nouvelle policière du Siècle, Revue Association 813 no 5, 1982 ; réédition Revue Association 813 no 57 Numéro Spécial Michel Lebrun, 1996
- La Veuve Flicot, Futuropolis no 5, 1985 ; réédition L'Atalante, La Crème du Crime no 1, 1995
- Le Représentant, LGF, Mystères no 86, Les dernières Nouvelles du Crime, collectif, 1986 ; réédition Nathan, Nouvelles Lectures, collectif, s.d.
- Halte à Nantes, L'Atalante, collectif, 1987
- Une Crevette pour deux, Pocket, coll. Le Livre noir du Crime, Place d'Italie, collectif, 1990
- Je t'aime, in Noir de Femme, Gallimard, collectif, 1992
- L'Excursion aux Iles, Payot, Gulliver no 9 Un Monde très noir, 1992
- Et avec ça, madame ?, Revue Association 813 no 57 Numéro Spécial Michel Lebrun, 1996
- Hold-up, Rivages, Polar/Rivages N° Spécial Lebrun, 1996
- Il va pleuvoir, Rivages, Polar/Rivages N° Spécial Lebrun, 1996
- Robot pensant, Rivages, Polar/Rivages N° Spécial Lebrun, 1996
- Mon œil !, Revue Association 813 # 71, 2000

#### Sous le nom de Michel Lecler
- Téléchrone, Revue Association 813 no 57 Numéro Spécial Michel Lebrun, 1996

### Filmographie

#### Au cinéma
- 1958 : Cette nuit-là (d'après son roman Un silence de Mort)
- 1959 : À pleines mains (adaptation et dialogue)
- 1960 : Les Lionceaux (d'après son roman Malin et Demi)
- 1960 : La Corde raide (d'après son roman La Veuve)
- 1961 : Dans l'eau qui fait des bulles (adaptation / dialogue)
- 1961 : Dans la gueule du loup (adaptation)
- 1962 : Portrait-robot  (scénario)
- 1963 : Les Femmes d'abord (dialogue et adaptation)
- 1963 : Des frissons partout (scenario / adaptation / dialogue)
- 1964 : Banco à Bangkok pour OSS 117 (adaptation / scenario & dialogue)
- 1964 : Les Durs à cuire ou Comment supprimer son prochain sans perdre l'appétit (d'après son roman  Dans mon joli pavillon)
- 1964 : Laissez tirer les tireurs (scénario, adaptation)
- 1965 : La Tête du client (d'après son roman La Grosse Tête)
- 1965 : Ces dames s'en mêlent (scenario et dialogues)
- 1966 : Le Solitaire passe à l'attaque (scénario)
- 1967 : L'Homme qui valait des milliards (scénario)
- 1967 : Estouffade à la Caraïbe (adaptation / dialogue)
- 1968 : Sous le signe de Monte-Cristo (scénario)
- 1970 : Elle boit pas, elle fume pas, elle drague pas, mais... elle cause! (adaptation)
- 1973 : La Dernière Bourrée à Paris (scénariste)
- 1974 : Serre-moi contre toi, j'ai besoin de caresses (scénariste)
- 1974 : À vos souhaits... la mort (téléfilm) (dialogue)
- 1974 : Y'a pas de mal à se faire du bien
- 1987 : Les Prédateurs de la nuit (adaptation)

#### À la télévision
- 1958 : Les Cinq Dernières Minutes, épisode Tableau de chasse (scénariste)
- 1959 : Les Cinq Dernières Minutes, épisode Poison d'eau douce (scénariste)
- 1967 : Les Cinq Dernières Minutes, épisode Un mort sur le carreau (scénariste, adaptation et dialogue)
- 1969 : Les Cinq Dernières Minutes, épisode Le commissaire est sur la piste (scénariste, adaptation et dialogue)
- 1972 : Les Cinq Dernières Minutes, épisode Meurtre par la bande (adaptation et dialogue)
- 1973 : Les Cinq Dernières Minutes, épisode Meurtre par intérim (adaptation et dialogue)
- 1974 : Les Cinq Dernières Minutes, épisode Fausses notes (adaptation et dialogue)
- 1974 : Les Cinq Dernières Minutes, épisode Les griffes de la colombe/Si ce n'est toi (scénariste)
- 1981 : Le Sang des Atrides (téléfilm) (adaptation)